# Hajós
Pour les articles homonymes, voir Hajós (homonymie).
Hajós (hongrois : Hajós [ˈhɒjoːʃ] ; allemand : Hajosch ; croate : Ajoš ou Ajuoš) est une localité hongroise, ayant le rang de ville dans le comitat de Bács-Kiskun.

## Géographie

### Situation
Hajós se trouve à 71 km au sud-ouest de Kecskemét et à 123 km au sud de Budapest.

## Population

### Démographie
Recensements ou estimations de la population :
| 1870  | 1880  | 1890  | 1900  | 1910  |
| ----- | ----- | ----- | ----- | ----- |
| 3 597 | 3 515 | 3 867 | 3 870 | 3 963 |

| 1920  | 1930  | 1941  | 1949  | 1960  |
| ----- | ----- | ----- | ----- | ----- |
| 4 317 | 4 730 | 4 848 | 5 529 | 4 751 |

| 1970  | 1980  | 1990  | 2001  | 2011  |
| ----- | ----- | ----- | ----- | ----- |
| 4 224 | 4 117 | 3 785 | 3 585 | 3 160 |